# Karl Erik Hellström
Karl Erik Hellström, född 28 januari 1849 i Älvkarleby församling, Uppsala län, död 20 juli 1934 i Älvkarleby församling, Uppsala län, var en svensk spelman och snickare.  

## Biografi
Hellström föddes 1849. Han var son spelmannen Karl Olof Hellström, som spelade nyckelharpa och fiol. Hans far hade under två år varit elev hos Byss-Calle.

## Kompositioner

### Upptecknade låtar
- Polska i D-dur (variant av Norralapolskan).[3]